# Pirata chamberlini
Pirata chamberlini este o specie de păianjeni din genul Pirata, familia Lycosidae. A fost descrisă pentru prima dată de Roger de Lessert în anul 1927. Conform Catalogue of Life specia Pirata chamberlini nu are subspecii cunoscute.